# Bernard Rands
Bernard Rands (Sheffield, 2 marzo 1934) è un compositore britannico con cittadinanza statunitense, autore di musica classica contemporanea.

## Biografia
Rands nacque a Sheffield, in Inghilterra. Studiò musica e letteratura inglese presso l'Università del Galles, a Bangor, composizione con Pierre Boulez e Bruno Maderna a Darmstadt, in Germania e con Luigi Dallapiccola e Luciano Berio a Milano, Italia.
Ha avuto incarichi interni all'Università di Princeton, all'Università dell'Illinois e all'Università di York prima di emigrare negli Stati Uniti nel 1975; diventò cittadino statunitense nel 1983. Nel 1984 i Canti del Sole di Rands, presentati in anteprima da Paul Sperry, Zubin Mehta e la New York Philharmonic, vinsero il Premio Pulitzer per la musica.
Da allora ha insegnato all'Università della California, San Diego, alla Juilliard School, all'Università Yale e all'Università di Boston. Dal 1988 al 2005 ha insegnato all'Università di Harvard, dove è "Walter Bigelow Rosen Professor of Music Emeritus".
Rands ha ricevuto molti riconoscimenti per il suo lavoro ed è stato eletto e inserito nell'American Academy of Arts and Letters nel 2004. Dal 1989 al 1995 è stato compositore in residenza con l'Orchestra di Filadelfia.
Esistono moltissime registrazioni della musica di Rands. La registrazione dei suoi Canti D'Amor del gruppo vocale maschile Chanticleer ha vinto un Grammy Award nel 2000.
Rands è sposato con la compositrice americana Augusta Read Thomas.

## Lavori

### Opera lirica
- Belladonna (1999)
opera in due atti, su libretto di Leslie Dunton Downer, commissionata dall'Aspen Festival. Première: 1999, Aspen Music Festival, Colorado
- Vincent (c.1973-2010)
opera basata sulla vita di Vincent van Gogh, su libretto di J. D. McClatchy, commissionata dall'Università dell'Indiana. Première, spettacoli: 8-9, 15–16 aprile 2011, Bloomington, Indiana.

### Musica orchestrale
- Per Esempio (1969)
commissionata dalla West Riding Youth Orchestra, Yorkshire
- Wildtrack 1 (1969)
commissionata dalla BBC Symphony Orchestra per lo York Festival 1969, anteprima diretta da Pierre Boulez (dedicata a Gilbert Amy)
- Agenda (1970)
commissionata da Department of Education and Science per la London Schools Symphony Orchestra
- Metalepsis 2 (1971), per mezzosoprano, piccolo coro e orchestra da camera
commissionata dalla London Sinfonietta, che eseguì la prima nel 1972 col soprano Cathy Berberian, diretta da Luciano Berio all'English Bach Festival
- Mésalliance (1972), per piano solo e orchestra
commissionata dalla BBC Symphony Orchestra, anteprima col pianista Roger Woodward, direttore Pierre Boulez
- Wildtrack 2 (1973), per soprano solo e orchestra
commissionata dalla BBC Symphony Orchestra ed eseguita in anteprima al Cheltenham Festival del 1973, direttore John Pritchard.
- Aum (1974), per arpa sola e per orchestra da camera
commissionata dalla BBC Symphony Orchestra per serie di concerti contemporanei di Pierre Boulez a Roundhouse, Londra
- Madrigali (1977), per orchestra da camera
commissionata dalla National Symphony Chamber Orchestra, Washington, anteprima al Kennedy Center. Il lavoro è stato di recente eseguito dalla Jungen Philharmonie Zentralschweiz e  Università di Nottingham Philharmonia.
- Canti Lunatici (1981), per soprano solo e orchestra
commissionata dalla BBC Symphony Orchestra per il soprano Dorothy Dorow, anteprima diretta da Rands nel 1981
- Canti del Sole (1983), per tenore solo e orchestra
versione integrale commissionata dalla New York Philharmonic, anteprima diretta da Zubin Mehta con il tenore Paul Sperry nel 1983. Il lavoro vinse il Premio Pulitzer per la musica del 1984.
- Le Tambourin: Suites 1 & 2 (1984)
le due suite furono commissionate rispettivamente dalla Fromm Foundation per la San Diego Symphony e dalla Koussevitzky Foundation per la Philadelphia Orchestra, che hanno presentato in anteprima l'opera completa diretta da Riccardo Muti nel 1984. Al lavoro fu assegnato il primo posto nel 1986 Kennedy Center Friedheim Awards. Da allora il lavoro è stato ampiamente interpretato da molte orchestre, tra cui (la più recente) la Buffalo Philharmonic.
- Ceremonial 2 (1986)
lavoro di 15 minuti commissionato dalla Suntory Hall, Tokyo; anteprima a Tokyo nel 1989
- Fanfare for a Festival (1986)
commissionata dal Colorado Music Festival, Boulder, per il decimo anniversario del festival
- Hiraeth (1987), per violoncello solo e orchestra
commissionata dal Aspen Music Festival, anteprima della violoncellista Yehuda Hanani con l'Aspen Festival Orchestra diretta da Rands. Successive esibizioni hanno avuto luogo con la Hanani e la BBC National Orchestra of Wales poco dopo.
- ...body and shadow... (1988)
commissionata dalla Boston Symphony Orchestra, e anteprima diretta da Seiji Ozawa alla Symphony Hall nel 1989. Emily Freeman Brown e la Bowling Green Philharmonia hanno da allora inserito il lavoro nel loro repertorio.
- London Serenade (1988)
scritta come regalo per il direttore Edwin London, che eseguì la prima del lavoro con la Cleveland Chamber Symphony. Recenti esecuzioni sono state date dal Verge Ensemble e dalla Buffalo Philharmonic.
- Bells (1989), per coro SATB e orchestra
commissionata dalla Northeastern Pennsylvania Philharmonic
- Ceremonial 3 (1991)
commissionata dalla Philadelphia Orchestra, anteprima diretta da Riccardo Muti. Successive esecuzioni sono state eseguite dalla Bristol University Symphony Orchestra
- Canti dell'Eclisse (1992), per basso solo e orchestra
commissionata dalla Philadelphia Orchestra, anteprima diretta da Gerard Schwarz con il basso Thomas Paul. Da allora il lavoro è stato promosso da Gil Rose e dal Boston Modern Orchestra Project.
- Ceremonial (1992–93), per banda di fiati
commissionata dalla University of Michigan Symphony Band, Ann Arbor. Un'opera ampiamente eseguita, "Ceremonial" è stata recentemente eseguita dall'Eastman Wind Ensemble e dal gruppo di fiati dell'Oberlin Conservatory, Boston Conservatory, Columbus State University, Yale University, New England Conservatory, DePaul University, University of Washington e Florida International University, tra molti altri.
- Tre Canzoni senza Parole (1993)
commissionata dalla Philadelphia Orchestra, anteprima diretta da Rands in 1992. La Oregon Symphony ha da allora sostenuto questo lavoro.
- ...where the murmurs die... (1993)
commissionata dalla New York Philharmonic, anteprima diretta da Leonard Slatkin all'Avery Fisher Hall nel dicembre del 1993
- Canzoni (1995)
commissionata dalla Philadelphia Orchestra, anteprima diretta da Wolfgang Sawallisch a Filadelfia. Un'ulteriore spettacolo è stato dato dagli stessi esecutori nel 1995 BBC Proms nella Royal Albert Hall di Londra
- Interludium (1995), per coro SATB e orchestra
commissionata come parte del Requiem of Reconciliation, anteprima nel 1995 dalla Israel Philharmonic, direttore Helmuth Rilling
- Symphony (1995)
commissionata dalla Los Angeles Philharmonic, anteprima diretta da Esa-Pekka Salonen nel 1995
- Cello Concerto (1996)
commissionata dalla Boston Symphony Orchestra per Mstislav Rostropovich, anteprima diretta da Seiji Ozawa nel 1997. Recenti esibizioni hanno avuto luogo al Symphony Center con la Chicago Symphony diretta da Pierre Boulez, con il violoncellista Johannes Moser.
- Fanfare (1996)
commissionata dalla Cincinnati Symphony
- Requiescant (1996), per soprano solo, coro SATB e orchestra
lavoro di 30 minuti, originariamente commissionato dalla B.B.C. per la stagione Proms del 1985, ma non fu completato in tempo. Fu ricommissionato nel 1995 per la Philadelphia Choral Society
- Triple Concerto (1997), per piano, violoncello e percussioni soli e orchestra
commissionata dal Core Ensemble e la Cleveland Chamber Symphony con i fondi forniti dal Meet the Composer Consortium Program, anteprima diretta da Edwin London
- apókryphos (2002), per soprano solo, coro SATB e orchestra
lavoro di 40 minuti con testi di Paul Celan, Heinrich Heine, Nelly Sachs, Franz Werfel e traduzioni in inglese di estratti da Apocrypha. Commissionata da Chicago Symphony Orchestra and Chorus, anteprima al Symphony Center nel maggio 2003 col soprano Angela Denoke, direttore Daniel Barenboim (direttore del coro: Duain Wolfe). Altre esibizioni hanno avuto luogo in Germania e Austria nel 2010, presso la Berlin Philharmonie e la Konzerthaus, Großer Saal eseguita dalla Staatskapelle Berlin e dall' Staatsopernchor Berlin, di nuovo con Daniel Barenboim come direttore.
- Unending Lightning (2002), per banda di fiati
commissionata dalla Eastman School of Music
- Chains Like the Sea (2008)
commissionata dalla New York Philharmonic, anteprima diretta da Lorin Maazel alla Avery Fisher Hall nell'ottobre 2008
- Danza Petrificada (2009–10)
commissionata dalla Chicago Symphony, anteprima diretta da Riccardo Muti al Symphony Center, il 5-7 e 10 maggio 2011.
- Adieu (2010), per quintetto di ottoni e orchestra d'archi
commissionata dall'Orchestra Sinfonica di Seattle, a causa della prima il lavoro fu diretto da Gerard Schwarz alla Benaroya Hall, Seattle, Washington, il 7 dicembre 2010.

### Musica da camera
- Actions for Six (1962), per flauto, viola, violoncello, arpa e due percussioni
scritto per il 1963 Festival di Darmstadt; anteprima del Kranichsteiner Ensemble direttore d'orchestra Bruno Maderna
- Espressione IV. (1964), per due pianoforti
anteprima nel 1965 al Darmstadt Festival da Aloys and Alfons Kontarsky
- Ballad 1 (1970), per mezzosoprano solista, flauto, trombone, piano, percussioni e contrabbasso
scritto per il SONOR Ensemble, un gruppo formato da Rands. Testi di Gilbert Sorrentino.
- Tableau (1970), per flauto, clarinetto, piano, percussioni, viola e violoncello
- as all get out (1972), per gruppo di strumenti vari
annotato come spartito grafico; la durata del lavoro può essere ovunque dai 5 ai 20 minuti
- déjà (1972), per flauto, clarinetto, piano, percussioni, viola e violoncello
- Response - Memo 1B (1973), per contrabbasso e nastro/due contrabassi
- Cuaderno (1974), per quartetto d'archi
- étendre (1974), per contrabbasso solista, flauto, clarinetto, corno, tromba, trombone, piano, organo elettrico, percussioni, violino, viola e violoncello
Lavoro di 15 minuti, basato su Memo 1 di Rands (per contrabbasso solista, del 1971) ed è stato scritto per il bassista Bertram Turetzky e commissionato dal Claremont Festival, California.
- Scherzi (1974), per clarinetto, piano, violino e violoncello
commissionata dal Capricorn Ensemble con fondi forniti dall'Arts Council of Great Britain
- Obbligato - Memo 2C (1980), per trombone e quartetto d'archi
- ...in the receding mist... (1988), per flauto, arpa, violino, viola e violoncello
commissionata dall'Arts Council of Great Britain per l'ONDINE Ensemble ed è dedicato a Jacob Druckman in occasione del suo sessantesimo compleanno. Anteprima a Washington nel novembre 1988. Recenti esibizioni sono state date dal Boston Musica Viva, direttore d'orchestra Richard Pittman, North/South Consonance Ensemble, direttore d'orchestra Max Lifchitz, il Verge Ensemble (Buffalo), dal Nienete New Music Group (Chicago) e da gruppi presso l'Indiana University School of Music e l'Arizona State University.
- ...and the rain... (1992), per horn, arpa, violino, viola e violoncello
- String Quartet No. 2 (1994)
commissionato dalla Philadelphia Chamber Music Society per il Mendelssohn Quartet (che, nel 2003, registrò il lavoro sull'etichetta BIS Records). Da allora il lavoro è stato ripreso dal Fifth House Ensemble, DePaul University, Chicago.
- ...sans voix parmi les voix... (1995), per flauto, arpa e viola
commissionata dalla Chicago Symphony Orchestra Association in onore del 70º compleanno di Pierre Boulez
- Concertino (1996), per oboe solo, flauto, clarinetto, arpa, due violini, viola e violoncello
commissionata da Network for New Music con il generoso sostegno di Anni Baker; anteprima nel 1998 diretta da Jan Krzywicki. Recenti esibizioni hanno avuto luogo con il Dal Neiete New Music Group (Chicago), Università dell'Illinois Urbana-Champaign New Music Ensemble, il gruppo della Università del Nevada di Reno, University of Iowa (che ha registrato il lavoro sull'etichetta Capstone Records nel 2006) e la Yale University e al Festival di giugno a Buffalo (New York).
- Fanfare (1997), per quintetto di ottoni
commissionata dall'Atlantic Brass Quintet
- String Quartet No. 3 (2003)
commissionata dall'Eastman School of Music (sostegno finanziario della Fondazione Howard Hanson) per l'Ying Quartet. Anteprima eseguita da quel gruppo nel gennaio 2004 Symphony Space, New York
- Prelude (2004), per flauto, viola e arpa
commissionata per giugno del 2004 per il Buffalo Festival
- ...now again... (2006), per mezzosoprano solista, flauto, clarinetto, tromba, percussioni, arpa, violino, viola e violoncello
commissionata da Network for New Music, anteprima di quel gruppo nel novembre 2006 con il mezzossoprano Janice Felty
- PRISM (Memo 6B) (2008), per quartetto di sassofoni
lavoro di 10 minuti commissionato dal New York State Council on the Arts per il Prism Quartet. Anteprima: 21 novembre 2008 a Filadelfia, con gli stessi artisti.
- Scherzi No. 2 (2008), per clarinetto, piano, violino e violoncello
lavoro di 18 minuti

### Musica vocale
- Ballad 1 (1970), per mezzosoprano solista e coro
scritto per il gruppo SONOR, un gruppo formato da Rands. Testo di Gilbert Sorrentino.
- Ballad 2 (1970), per voce femminile e pianoforte
commissionata da Jane Manning
- Metalepsis 2 (1971), per mezzosoprano solo, piccolo coro e orchestra da camera
commissionata dalla London Sinfonietta, che diede la prima nel 1972 con il soprano Cathy Berberian, direttore Luciano Berio al Festival inglese di Bach
- Ballad 3 (1973), per soprano e nastro (più campana)
- Wildtrack 2 (1973), per soprano solo e orchestra
- Canti Lunatici (1980), per soprano e coro/orchestra
- déjà 2 (1980), per voce femminile solista e coro
- Canti del Sole (1984), per tenore solo e coro/orchestra
- Canti dell'Eclisse (1992), per basso solo e coro/orchestra
- Walcott Songs (2004), per mezzosoprano e violoncello
ciclo di canzoni su testi di Derek Walcott, commissionato dal Tanglewood Summer Music Festival; anteprima nella Seiji Ozawa Hall nel gennaio 2005 con Abigail Fischer (mezzosoprano) e Norman Fischer (violoncello)
- ...now again... (2006), per mezzosoprano e coro
commissionata dalla Network for New Music, anteprima eseguita dal quel gruppo nel novembre 2006 con il mezzosoprano Janice Felty

### Musica corale
- ...among the voices... (1988), per coro SATB e arpa
commissionata da Robert Page, che diresse la prima a Cleveland nell'aprile 1988 con Paula Page (arpa) e le Page Singers. Testi di Samuel Beckett.
- Bells (1989), per coro SATB e orchestra
commissionata dalla Northeastern Pennsylvania Philharmonic
- Canti d'Amor (1991), per coro SATB a cappella
commissionata dal gruppo Chanticleer, anteprima nel 2000 a San Francisco con quel gruppo. Testi da Chamber Music di James Joyce.
- Introit (1992), per coro SATB a cappella
breve lavoro di 2 minuti, commissionato dalla Howard University Chapel. Testi di George Herbert.
- Interludium (1995), per coro SATB e orchestra
commissionata come parte del Requiem of Reconciliation, anteprima nel 1995 con l'Orchestra filarmonica d'Israele diretta da Helmuth Rilling
- Requiescant (1996), per soprano solo, coro SATB e orchestra
lavoro di 30 minuti, originariamente commissionato dalla B.B.C. per la stagione Proms del 1985, ma non completato in tempo. Fu ricommissionato nel 1995 per la Philadelphia Choral Society
- Melancholy Madrigal (2001), per coro SATB a cappella
commissionata dal gruppo Cambridge Madrigal Singers, Massachusetts, anteprima nel 2001 a Cambridge eseguita da questo gruppo.
- apókryphos (2002), per soprano solo, coro SATB e orchestra
lavoro di 40 minuti con testi di Paul Celan, Heinrich Heine, Nelly Sachs, Franz Werfel e traduzioni in inglese di estratti da Apocrypha. Commissionato dalla  Chicago Symphony Orchestra e Coro e anteprima al Symphony Center nel maggio 2003 con il soprano Angela Denoke, direttore Daniel Barenboim (direttore corale: Duain Wolfe) . Altre esibizioni sono state eseguite in Germania e Austria nel 2010, Berlin Philharmonie e Konzerthaus, Großer Saal eseguite dal Staatskapelle Berlin e dalla Staatsopernchor Berlin, di nuovo con Daniel Barenboim direttore.
- My Child (2003), per coro SATB a cappella
un movimento da apókryphos
- Trinity (2008), per coro maschile a cappella
commissionata dal Cornell University Glee Club, anteprima diretta da Scott Tucker nel settembre 2008 a Ithaca, New York

### Musica per strumento solista
- Tre Espressione (1960), per piano
- Formants 1 - Les Gestes (1965), per arpa
- Memo 1 (1971), per contrabbasso
commissionato da Barry Guy; anteprima all'English Bach Festival, Oxford nel 1972
- Memo 2 (1973), per trombone
- Memo 3 (1989), per violoncello
- Memo 4 (1997), per flauto
commissionato da Ekkehart Trenknner per Judith Pierce, che interpretò l'anterprima del lavoro nel 1997
- Memo 5 (1975), per piano
- Memo 6 (1999), per sassofono contralto
- Memo 7 (2000), per voce femminile
- Memo 8 (2000), per oboe
- HBDZ (2001), per piano
- Preludes (2007), per piano
- Three Piano Pieces (2010)

### Musica teatrale
- Ballad 2 (1970), per voce femminile & piano
commissionato da Jane Manning
- Ballad 3 (1973), per soprano & nastro (più campana)
- Memo 2B (1980), per trombone e donna mimo
- Memo 2D (1980), per trombone, quartetto d'archi e donna mimo

### Educazionale
- Sound Patterns 1 (1967), per voci & mani
- Sound Patterns 2 (1967), per voci, percussioni e strumenti vari
- Per Esempio (1969), per orchestra di giovani
- Sound Patterns 3 (1969), per voci (progetto)
- Sound Patterns 4 (1969), per gruppi di strumenti vari (spartito grafico)
- Agenda (1970), per orchestra di giovani

## Premi
Nel 2014 Rands è stato nominato alla Lincoln Academy of Illinois come Laureate of the Arts e ha ricevuto l'ordine di Lincoln (il più alto onore dello stato) dal governatore dell'Illinois.

### Progetti correnti
Recentemente Rands ha completato un lavoro su commissione dell'Orchestra Sinfonica di Seattle, presentato in anteprima da Gerard Schwarz il 7 dicembre 2010 alla Benaroya Hall di Seattle, accanto a opere di Ciajkovskij e Shostakovich.

### Ascolto
- Art of the States: Bernard Rands, su artofthestates.org. URL consultato il 31 agosto 2018 (archiviato dall'url originale il 1º ottobre 2006). due lavori del compositore

| Controllo di autorità | VIAF (EN) 88565377 · ISNI (EN) 0000 0001 1577 1279 · Europeana agent/base/159669 · LCCN (EN) n81100639 · GND (DE) 10377405X · BNF (FR) cb148041815 (data) · J9U (EN, HE) 987007283535805171 |